# Europacup II hockey mannen 2006
De 17de editie van de Europacup II voor mannen werd gehouden van 14 april tot en met 17 april 2006 in het Engelse Reading. Er deden acht teams mee, verdeeld over twee poules. HC Bloemendaal won deze editie van de Europacup II. 

## Poule-indeling

### Eindstand Poule A
| Team              | Pnt | GS | W | G | V | DV | DT | DS  |
| ----------------- | --- | -- | - | - | - | -- | -- | --- |
| 1. HC Bloemendaal | 9   | 3  | 3 | 0 | 0 | 22 | 2  | +20 |
| 2. Club de Campo  | 6   | 3  | 2 | 0 | 1 | 19 | 6  | +13 |
| 3. KHC Dragons    | 3   | 3  | 1 | 0 | 2 | 4  | 11 | -7  |
| 4. CA Montrouge   | 0   | 3  | 0 | 0 | 3 | 2  | 28 | -26 |

### Eindstand Poule B
| Team                      | Pnt | GS | W | G | V | DV | DT | DS |
| ------------------------- | --- | -- | - | - | - | -- | -- | -- |
| 1. Reading HC             | 7   | 3  | 2 | 1 | 0 | 8  | 5  | +3 |
| 2. Der Club an der Alster | 6   | 3  | 2 | 0 | 1 | 12 | 5  | +7 |
| 3. HK Dinamo Electrostal  | 2   | 3  | 0 | 2 | 1 | 7  | 13 | -6 |
| 4. Western Wildcats HC    | 1   | 3  | 0 | 1 | 2 | 6  | 10 | -4 |

## Poulewedstrijden

### Vrijdag 14 april 2006
- 10.00 A Club de Campo - KHC Dragons (2-0) 5-0
- 12.00 A Bloemendaal - Montrouge (5-0) 12-0
- 14.00 B Club an der Alster - Dinamo Electrostal (2-0) 6-0
- 16.00 B Reading - Western Wildcats (0-0) 2-0

### Zaterdag 15 april 2006
- 10.00 A Club de Campo - Montrouge (4-0) 12-1
- 12.00 A Bloemendaal - KHC Dragons (3-0) 5-0
- 14.00 B Club an der Alster - Western Wildcats (1-0) 3-1
- 16.00 B Reading - Dinamo Electrostal (0-1) 2-2

### Zondag 16 april 2006
- 10.00 A Montrouge - KHC Dragons (1-2) 1-4
- 12.00 A Club de Campo - Bloemendaal (1-2) 2-5
- 14.00 B Dinamo Electrostal - Western Wildcats (2-3) 5-5
- 16.00 B Reading - Club an der Alster (0-2) 4-3

## Finales

### Maandag 17 april 2006
- 08.00 4de A v 3de B Montrouge - Dinamo Electrostal (2-3) 3-7
- 10.15 3de A v 4de B KHC Dragons - Western Wildcats (3-0) 5-1
- 12.30 2de A v 2de B Club de Campo - Club an der Alster (2-1) 5-3
- 15.00 1ste A v 1ste B Bloemendaal - Reading (0-0) 4-2

## Einduitslag
1.  HC Bloemendaal 

2.  Reading HC 

3.  Club de Campo 

4.  Der Club an der Alster 

5.  KHC Dragons 

5.  HK Dinamo Electrostal 

7.  CA Montrouge 

7.  Western Wildcats HC 

Mannen:
1990 ·
Terrassa 1991 ·
Vught 1992 ·
Birmingham 1993 ·
Terrassa 1994 ·
Cagliari 1995 ·
Den Haag 1996 ·
Reading 1997 ·
's-Hertogenbosch 1998 ·
Amsterdam 1999 ·
Terrassa 2000 ·
's-Hertogenbosch 2001 ·
Eindhoven 2002 ·
Terrassa 2003 ·
Eindhoven 2004 ·
Lille 2005 ·
Reading 2006 ·
Madrid 2007 

Opgegaan in de Euro Hockey League
Vrouwen:
1991 ·
Vught 1992 ·
Birmingham 1993 ·
Cardiff 1994 ·
Groningen 1995 ·
Rotterdam 1996 ·
Utrecht 1997 ·
Leuven 1998 ·
Terrassa 1999 ·
Keulen 2000 ·
Rome 2001 ·
Ourense 2002 ·
Rotterdam 2003 ·
Laren 2004 ·
Keulen 2005 ·
Edinburgh 2006 ·
Madrid 2007 ·
Parijs 2008 ·
Manchester 2009

Opgegaan in de Europcacup I